# Kościół św. Mikołaja w Bączalu Dolnym

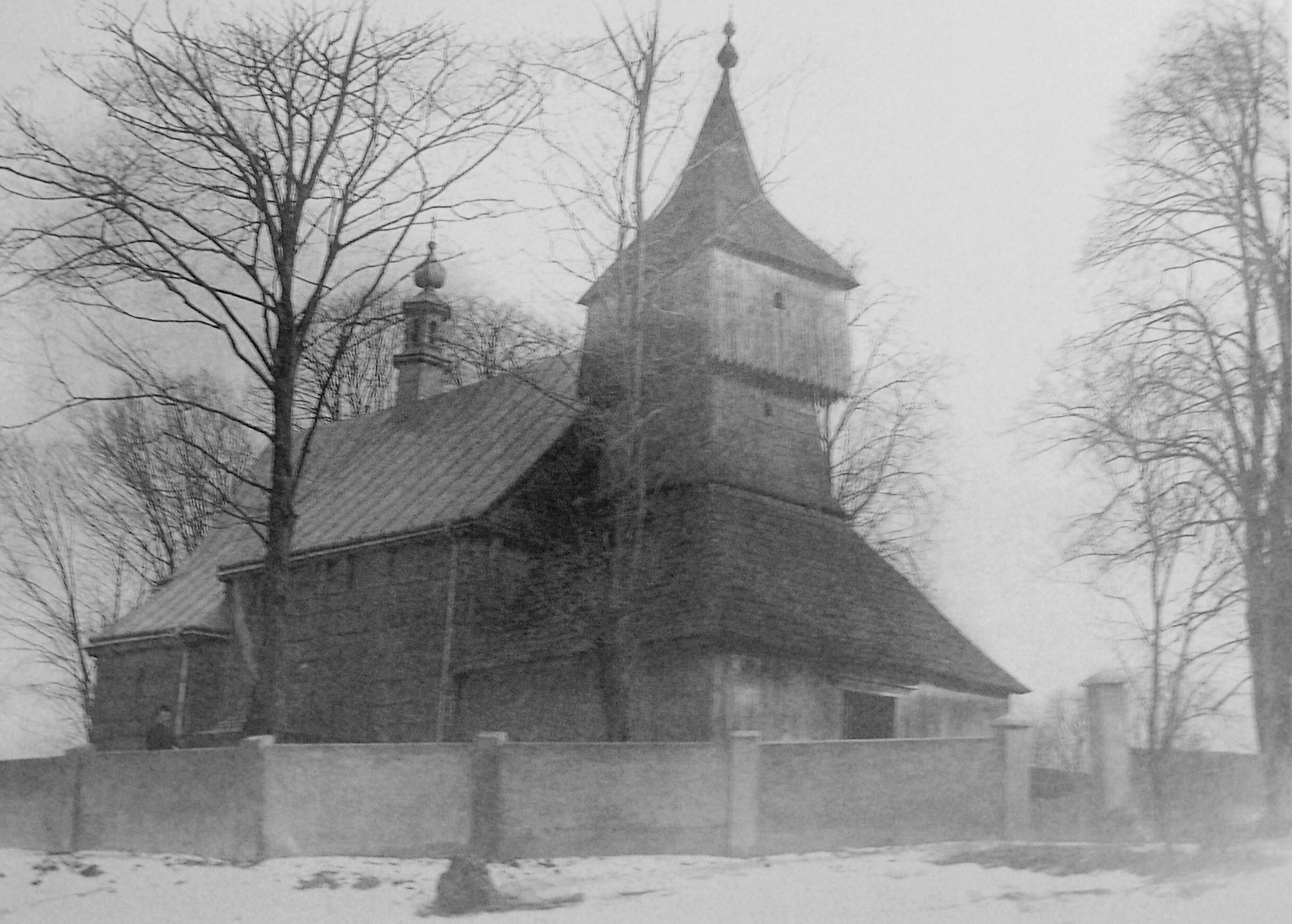
Kościół w Bączalu Dolnym, 1928 rok

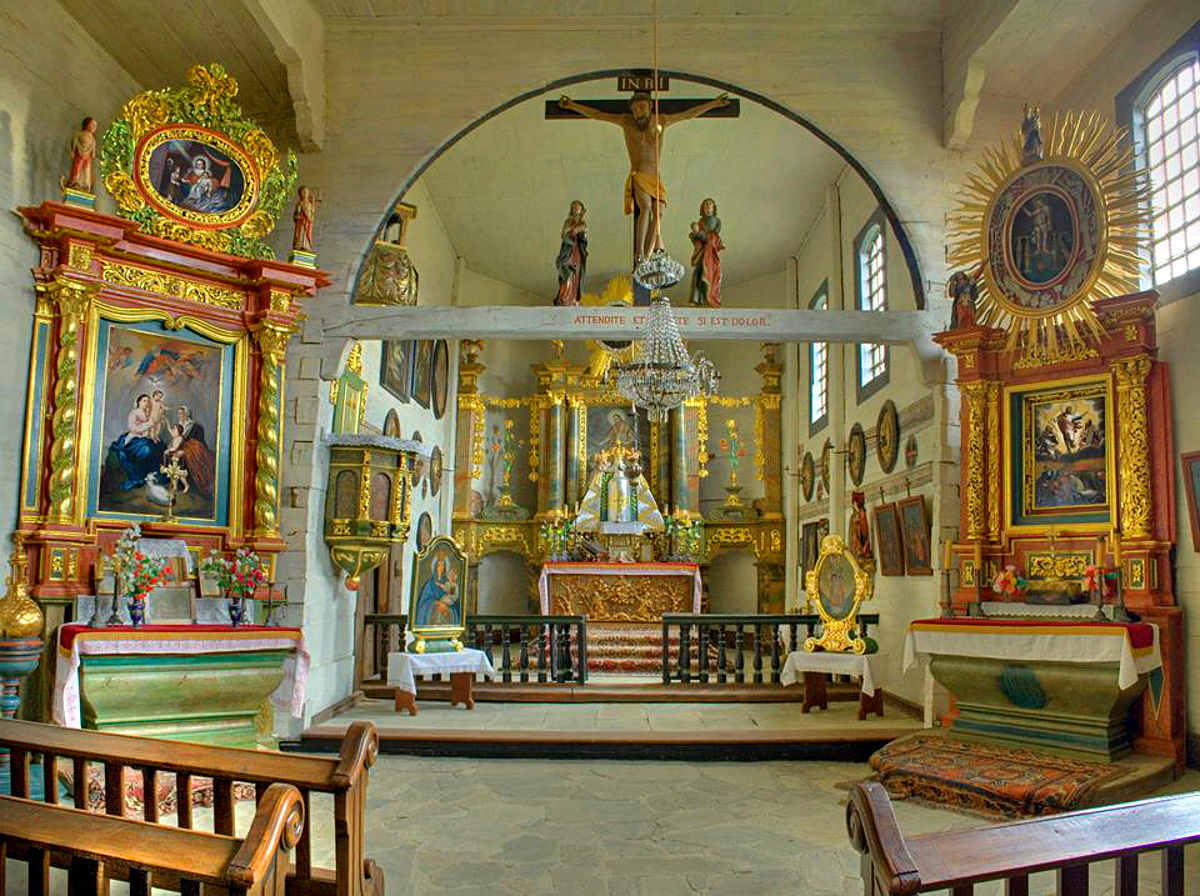
Wnętrze zabytkowego kościoła

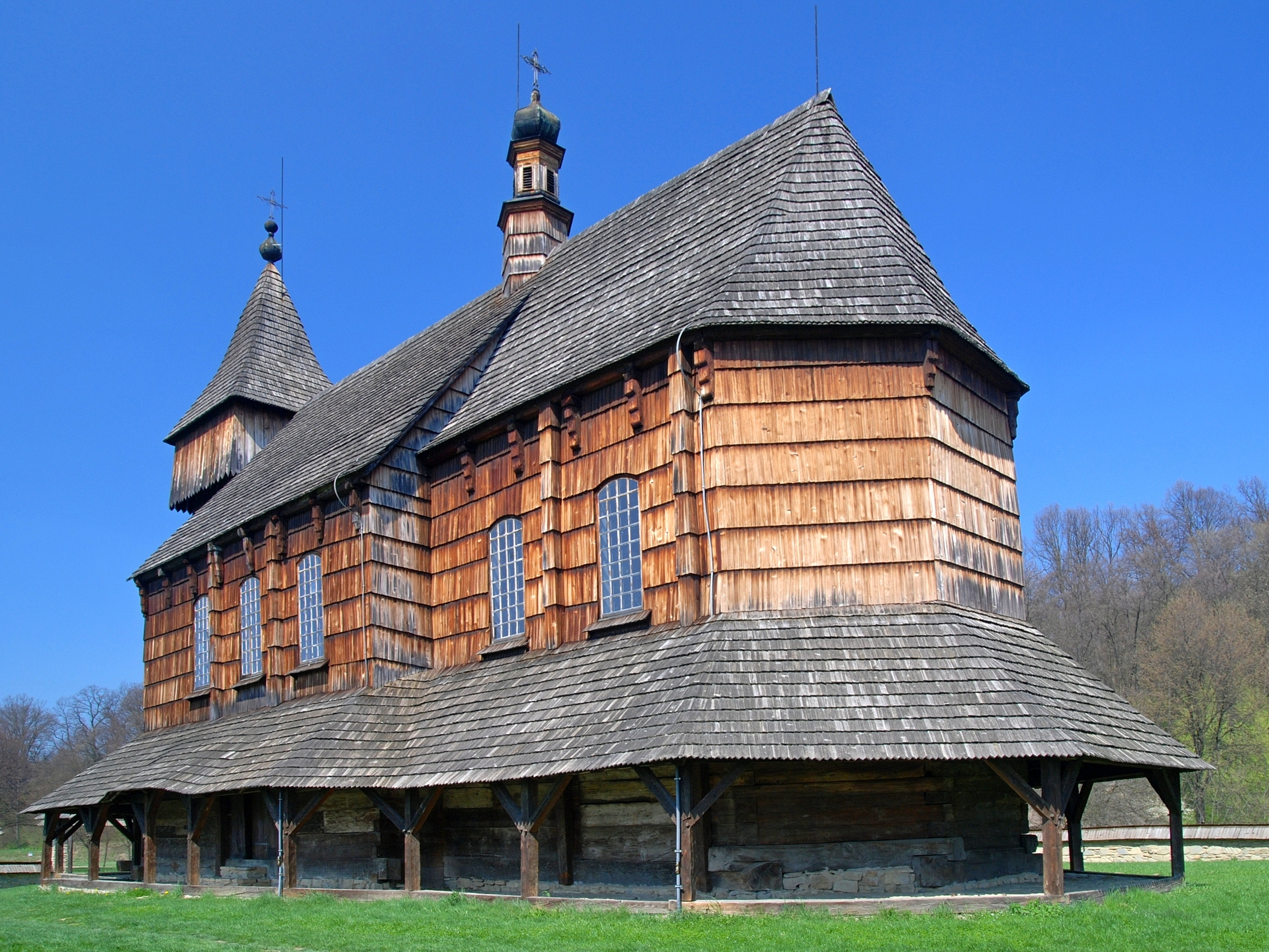
Bryła kościoła – widok od prezbiterium

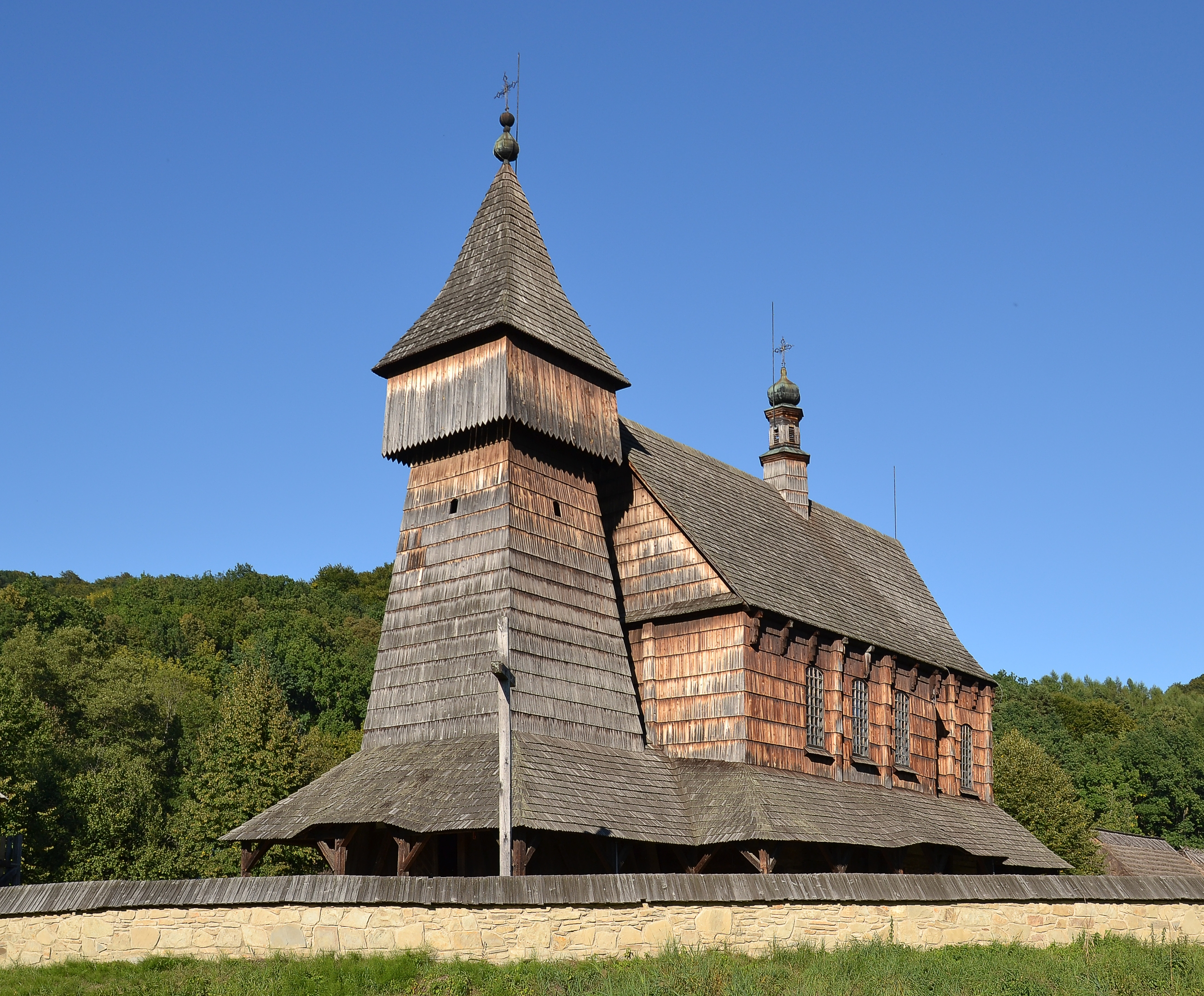
Kościół św. Mikołaja z Bączala Dolnego

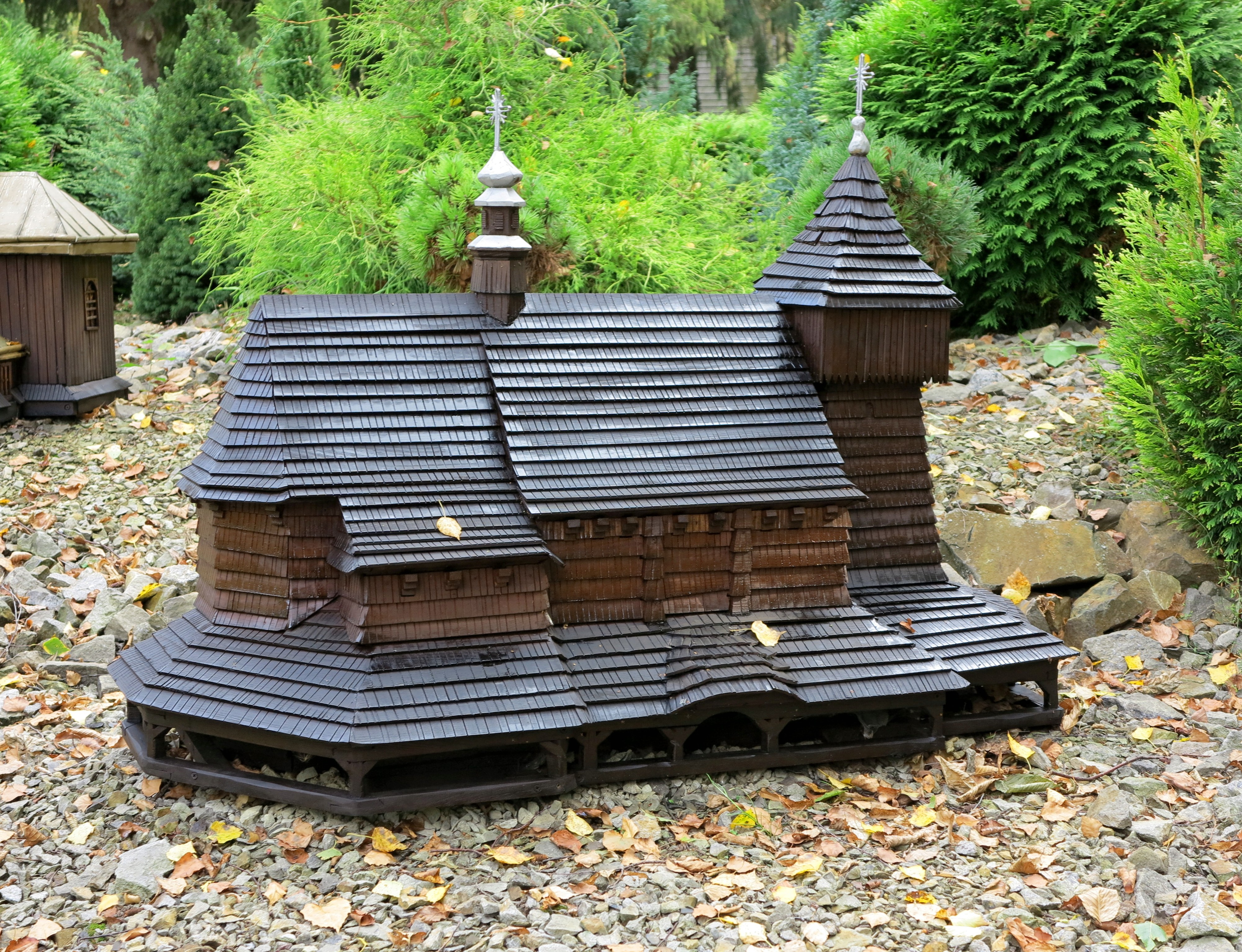
Kościół z Bączala Dolnego (1667) – miniatura w Centrum Kultury Ekumenicznej w Myczkowcach (Bieszczady)

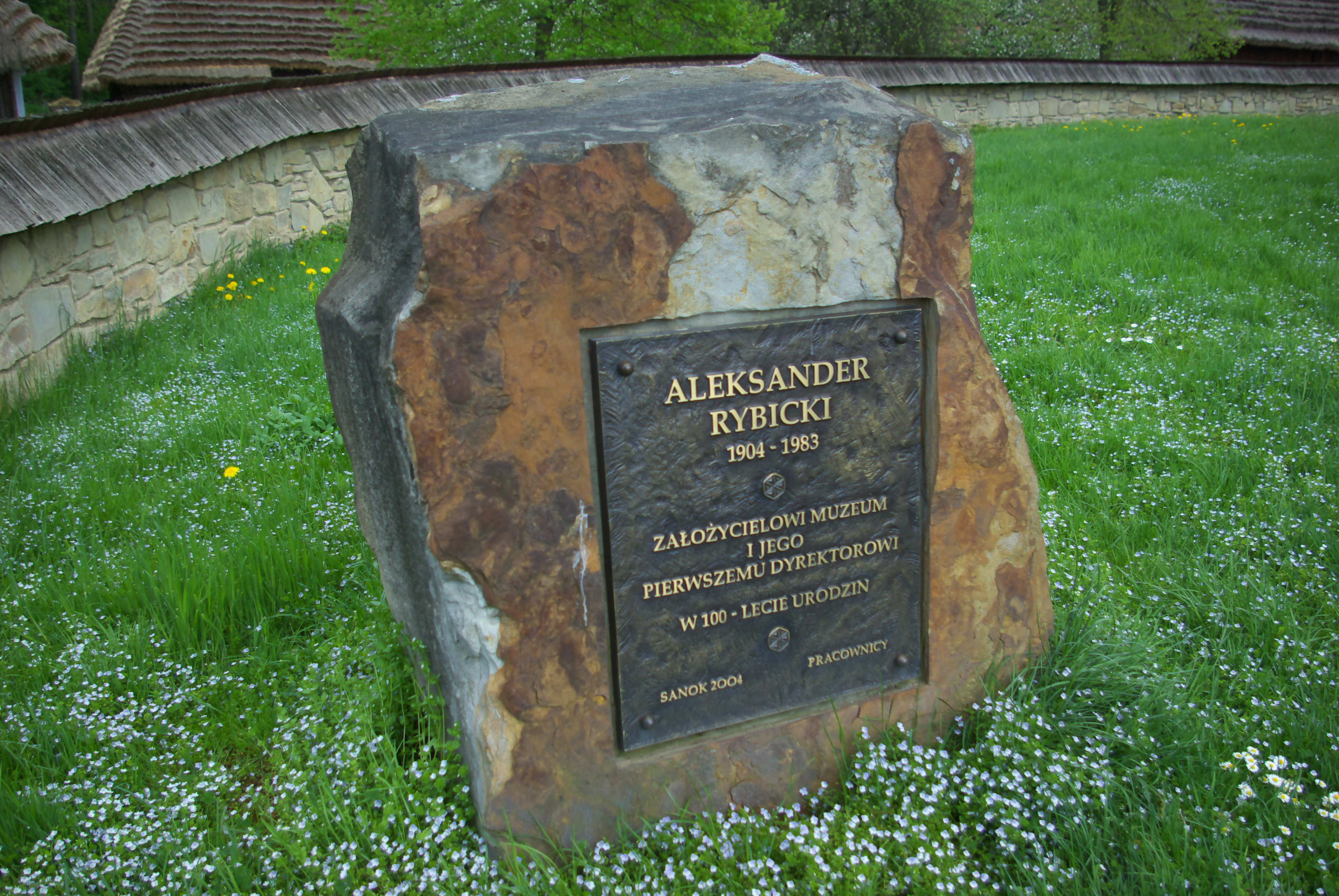
Kamień pamiątkowy przy kościele

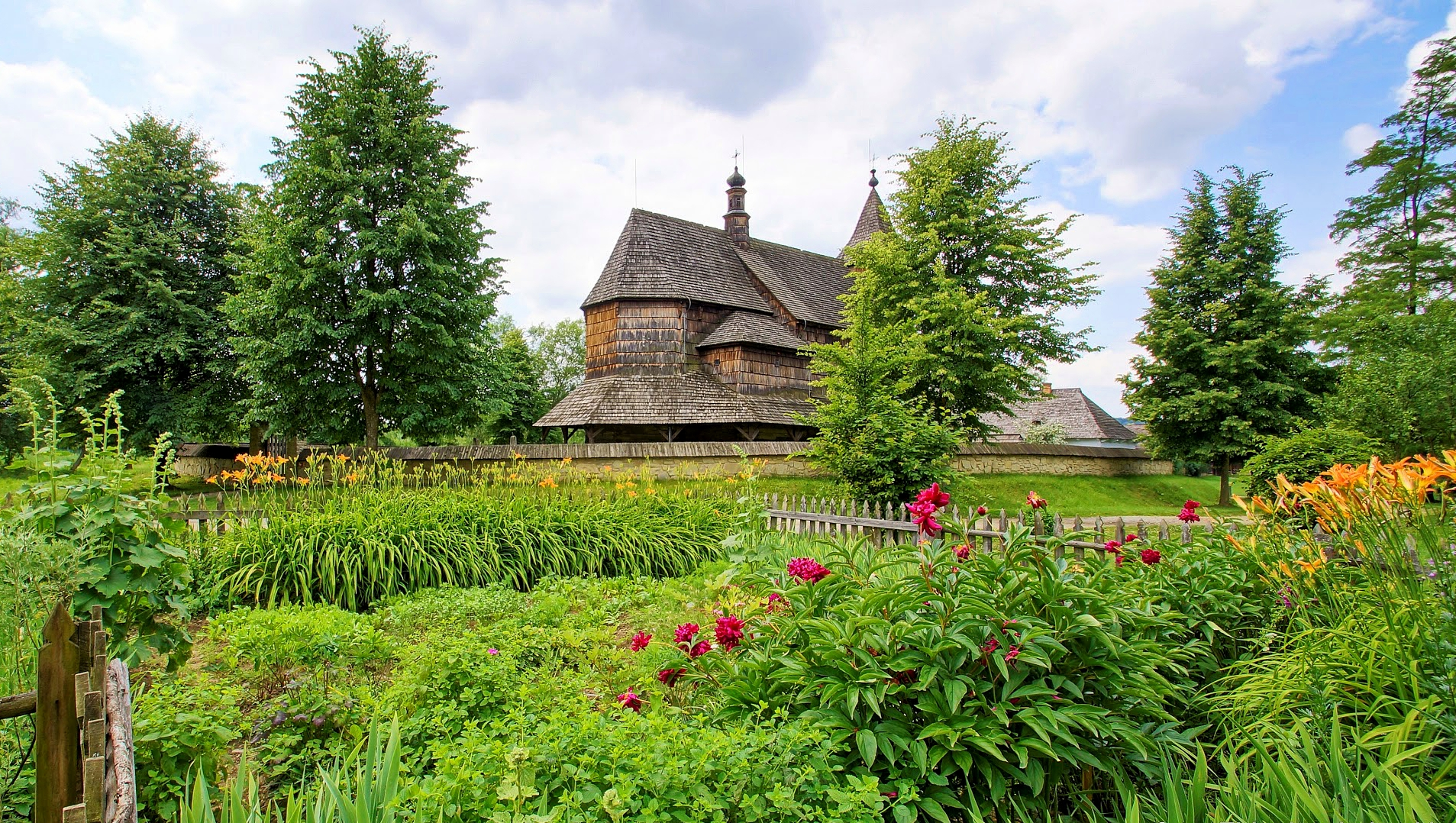
Letnie otoczenie kościoła św. Mikołaja

Kościół św. Mikołaja w Bączalu Dolnym – drewniany, późnogotycki kościół rzymskokatolicki pod wezwaniem św. Mikołaja Biskupa, wybudowany najpóźniej w 1667 roku w Bączalu Dolnym koło Jasła, w latach 70. XX wieku przeniesiony do Muzeum Budownictwa Ludowego w Sanoku, umieszczony w sektorze pogórzańskim.
Kościół stanowi typowy przykład małopolskiego kościoła drewnianego i jest jednocześnie jednym z najcenniejszych zabytków drewnianej architektury sakralnej południowo-wschodniej Polski.

## Historia
Kościół jako główna świątynia parafii pw. św. Mikołaja w Bączalu Dolnym, wraz z XIV-wieczną kryptą, został wybudowany najpóźniej w 1667 roku o charakterze obronnym z fundacji ówczesnego właściciela ziem klucza bączalskiego – Jana Łętowskiego. Poświęcony w 1639 przez biskupa Tomasza Oborskiego i uroczyście konsekrowany w 1669 roku zapewne przez biskupa krakowskiego Andrzeja Trzebickiego bądź Mikołaja Oborskiego. Niektóre źródła wskazują, że w XV wieku oraz od końca XVIII do połowy XIX wieku kościół oraz siedziba parafii położone były na terenie należącym do Bączala Górnego. W 1848 do korpusu kościoła dobudowano murowaną kaplicę o powierzchni 30m2. Świątynia poddana została restauracji w 1865 oraz w 1974 roku.
Kościół i jego wartość architektoniczno-zabytkowa zostały dostrzeżone przez historyków sztuki i konserwatorów już pod koniec XIX wieku m.in. przez Stanisława Tomkowicza z Krakowa (1896) czy prof. Tadeusza Szydłowskiego (1928), czyli w czasach kiedy liczne wówczas drewniane świątynie nie budziły wielkiego zainteresowania.

### Kościół jako obiekt zabytkowy
Od 1959 roku jest wpisany do rejestru zabytków, jako jeden z trzech pierwszych obiektów zabytkowych w powiecie jasielskim (po gotyckim kościele pw. Trójcy Świętej w Bieździedzy z XV wieku, od 1954 w rejestrze zabytków i kolegiacie Wniebowzięcia NMP w Jaśle z 1446, od 1956 w rejestrze zabytków), będąc jednocześnie jedną z pierwszych na Podkarpaciu świątyń drewnianych (kościoły i cerkwie) oficjalnie uznanych za mające wartość zabytkową.
Do 1974 stał w sąsiedztwie wybudowanego w latach 1957-1959 w stylu narodowym z elementami modernizmu kościoła Imienia Maryi w Bączalu Dolnym. Obecnie, od 1975 roku jako zabytek wysokiej klasy znajduje się w Muzeum Budownictwa Ludowego w Sanoku stanowiąc jeden ze sztandarowych eksponatów skansenu.

## Korpus główny
Były kościół z Bączala Dolnego jest dużą, orientowaną, drewnianą świątynią wzniesioną w tradycji gotyckiej z bali jodłowych ciosanych toporem, na kamiennej podmurówce, o charakterze obronnym (długość od wejścia do tylnej ściany prezbiterium wynosi 20 metrów, a szerokość nawy 10 metrów). Posiada trójdzielną sylwetkę, zamknięte trójbocznie prezbiterium i nawę w konstrukcji zrębowej, zakrystię o wymiarach 5 metrów na 3 metry i skarbczyk oraz przyległą wieżę w konstrukcji słupowo-ramowej, ściany wzmocnione lisicami i dach jednokalenicowy, nad wieżą – namiotowy. Otoczony podcieniami. Oświetlenie wnętrza budowli zapewnia ciąg pięciu okien tylko w południowej ścianie korpusu. Uroku dodają jej podbite gontem dachy i ściany, z wieżyczką na sygnaturkę, również w całości pokrytą gontem. Aktualnie świątynia ta znajduje się w Muzeum Budownictwa Ludowego w Sanoku.

## Wnętrze
Spośród gotycko-barokowego wystroju wnętrza świątyni na uwagę zasługują:
- barokowy ołtarz główny z obrazem przedstawiającym św. Walentego[10] oraz płaskorzeźba antepedium mensy ołtarzowej ukazująca Matkę Bożą, która ofiaruje szkaplerz św. Karmelitance i św. Szymonowi Stockowi, z XVII w.
- tabernakulum barokowe w kształcie tureckiego namiotu,
- późnogotycka belka tęczowa z rzeźbami Maryi i św. Jana z XVI wieku, na której widnieje napis w języku łacińskim Attendite et videte si est Dolor (pl. "Obaczcie i przypatrzcie się, czy jest boleść jako boleść moja"),
- barokowe ołtarze boczne: północny poświęcony Świętej Rodzinie, południowy z obrazami Przemienienia Pańskiego, a w zwieńczeniu Chrystusa Emmanuela w otoczeniu arma Christi,
- krucyfiks z końca XVI wieku lub z pierwszej połowy XVII wieku z bezwłosym Chrystusem[11],
- późnorenesansowa ambona z XVII wieku, ozdobiona malowidłami z tego samego okresu wraz z późnobarokowym baldachimem zwieńczonym latarnią,
- późnogotycka figura Chrystusa Zmartwychwstałego ustawiona na rokokowej konsoli,
- późnogotyckie portale oraz okucia drzwi wejścia do zakrystii oraz wejścia południowego nawy,
- późnogotycka chrzcielnica ozdobiona w lilie heraldyczne,
- obrazy tablicowe: Cierniem Koronowanie z poł. XVI wieku, oraz trzy obrazy z XVII wieku: ukazujące św. Annę Samotrzeć, św. Antoniego Padewskiego z Dzieciątkiem o wybitnym wydźwięku ikonografii i Ukrzyżowanie opatrzone herbem fundatora – Odrowąż,
- w kruchcie kamienna kropielnica z XVIII wieku,
- bogato rzeźbione ławki,
- aparaty liturgiczne: umbraculum[12] czyli ozdobna zasłona przysłaniająca monstrancję w czasie nabożeństwa,
- fragmenty pierwotnej polichromii namalowanej w XVII wieku,
- relikwie: Symplicjusza i Walerego wkomponowane w architektoniczną obudowę ołtarza głównego oraz Wiktoryna w relikwiarzu ustawionym na ołtarzu Przemienienia Pańskiego,
- zabytkowe rzeźbione organy z poł. XVII wieku[13] o prospekcie barokowym, który zdobi złocony ornament podtrzymywany przez parę herm, znajdują się na emporze wspartej drewnianymi filarami,
- w nawie bruk kamienny[14],
- w okresie bożonarodzeniowym wystawiana jest szopka ludowa autorstwa podkarpackiego rzeźbiarza Karola Breja.

## Otoczenie
Obiekt otoczony jest zrekonstruowanym kamiennym murkiem z dwiema bramami wejściowymi: główną – ulokowaną po stronie zachodniej i boczną po stronie północno-wschodniej. W ogrodzeniu kościoła ustawiony jest drewniany krzyż misyjny i niewielkie lapidarium z historycznymi krzyżami i kamieniami nagrobnymi, w tym Sabiny Bilińskiej z domu Pieniążek (1818-1890).

## Kościół w miniaturze
Kościół z Bączala Dolnego stanowi jeden z miniaturowych obiektów Centrum Kultury Ekumenicznej im. św. Jana Pawła II w Myczkowcach, które gromadzi repliki najstarszych sakralnych obiektów drewnianych z terenu Pogórza, Beskidu Niskiego i Bieszczadów wykonane w odpowiedniej skali (1:25).

## Szlak architektury drewnianej
Świątynia znajduje się na szlaku architektury drewnianej województwa podkarpackiego – Trasa nr II (sanocko-dynowska), jako jeden z głównych eksponatów w zbiorach MBL w Sanoku.

## Związani z kościołem
- ks. Stanisław Bartmiński – pisarz, dziennikarz, kanonik honorowy jarosławskiej kapituły kolegiackiej,
- ks. Stanisław Czerniec – prałat, kanonik gremialny brzozowskiej kapituły kolegiackiej,
- ks. Antoni Dobrzański – wieloletni proboszcz bączalski, ojciec duchowy powstańców krakowskich,
- ks. Stanisław Kołodziej – Sługa Boży Kościoła katolickiego, męczennik, więzień Auschwitz i Dachau,
- Michał Łętowski – osiemnastowieczny kolator i patron kościoła,
- ks. Tadeusz Stugała – kanonik honorowy Kapituły Konkatedralnej w Stalowej Woli,
- ks. Marian Szarek – kanonik, proboszcz i rektor kościelny,
- ks. Ludwik Wypasek – misjonarz, kapłan ze Zgromadzenia Św. Michała Archanioła,
- ks. Florian Zając – kapelan AK, "kapłan wyklęty", więzień Wronek i Rawicza w okresie PRL,

## Upamiętnienie
W obrębie kościoła na terenie skansenu został ustanowiony kamień pamiątkowy honorujący Aleksandra Rybickiego, twórcę i pierwszego dyrektora Muzeum Budownictwa Ludowego w Sanoku, z okazji 100-lecia jego urodzin w 2004.

## Wizerunek kościoła w kulturze polskiej
- Świątynia została uwieczniona na znaczku pocztowym o wartości 5 zł wyemitowanym w 1986 roku przez Pocztę Polską, w formacie 4.0 × 3.0 cm, który wieńczy inskrypcja: Kościół XVII w. – Bączal Dolny,
- Kościół stanowi jeden z czołowych obiektów w niemieckim reportażu o II wojnie światowej,
- Obraz z sylwetką drewnianego kościoła z Bączala Dolnego można zaobserwować w kadrze jednego z odcinków serialu Ojciec Mateusz, emitowanego przez Telewizję Polską.
- Wizerunek XVII wiecznego kościoła stanowił motyw główny na koszulkach siatkarskiego Mistrza Polski Asseco Resovii Rzeszów w sezonie ligowym 2015/2016.